# 聖弗蘭西斯科 (萊斯希縣)
聖弗蘭西斯科（西班牙語：San Francisco de Laishí），是阿根廷的城鎮，位於該國東北部福爾摩沙省，是萊斯希縣的首府，距離福莫薩70公里，始建於1901年，海拔高度58米，2001年人口4,381。
26°14′S 58°38′W / 26.233°S 58.633°W